# Johannes Andenæs
Johannes Bratt Andenæs, född 7 september 1912, död 3 juli 2003, var en norsk rättsvetenskapsman.
Andenæs var professor vid universitetet i Oslo 1945-82 och rektor där 1970-72. 1977-81 var han preses i Det Norske Videnskaps-Akademi. Andenæs gjorde betydande insatser inom staffrätten, starffprocessrätten och statsrätten.